# Bibbenluke
Bibbenluke är en ort i Australien. Den ligger i kommunen Snowy Monaro och delstaten New South Wales, i den sydöstra delen av landet, omkring 370 kilometer sydväst om delstatshuvudstaden Sydney. Antalet invånare är 179.
Trakten runt Bibbenluke är nära nog obefolkad, med mindre än två invånare per kvadratkilometer.. Närmaste större samhälle är Bombala, omkring 12 kilometer söder om Bibbenluke. 
Trakten runt Bibbenluke består i huvudsak av gräsmarker. Genomsnittlig årsnederbörd är 1 125 millimeter. Den regnigaste månaden är juni, med i genomsnitt 161 mm nederbörd, och den torraste är juli, med 20 mm nederbörd.